# ¿Con qué sueñas?
¿Con qué sueñas? es una serie documental de televisión chilena creada por la productora Mi chica producciones y transmitida por Televisión Nacional de Chile. Tanto su primera temporada como en la segunda contó con 16 capítulos de 30 minutos de duración cada uno.
El programa ha recibido una serie de reconocimientos, entre ellos dos Premios Emmy Internacional en 2011 y 2015, además del 2º Premio en la Categoría Infantil No Ficción de 7 a 11 años en el Festival Iberoamericano Prix Jeunesse 2010[cita requerida] y el Prix Jeunesse International 2014.

## Premios
| Año  | Premio                                          | Categoría               | Resultado |
| ---- | ----------------------------------------------- | ----------------------- | --------- |
| 2011 | 39na ceremonia de los International Emmy Awards | Children & Young People | Ganador   |
| 2015 | Premio International Emmy Kids                  | Kids: Factual           | Ganador   |